# پنتایر
پنتایر (انگلیسی: Pentair) شرکت آب ایرلندی است، که در سال ۱۹۶۶ تأسیس شد.